# Igreja Católica na França
A Igreja Católica Romana na França faz parte da Igreja Católica Apostólica Romana em todo o mundo, sob a liderança espiritual do Papa e da Cúria, em Roma, e da Conferência dos Bispos franceses. A Igreja Católica da França ou Igreja da França é considerada uma das maiores vertentes do Catolicismo romano no mundo, apesar das divergências históricas com a Santa Sé (como o Cisma do Ocidente).
Atualmente, a Igreja francesa mantém sua posição conservadora sobre determinados aspectos sociais, seguindo veementemente a posição do Papa, porém, ao contrário do registrado em sua história, Igreja e Estado têm mantido boas relações formais.

## História
De acordo com tradições religiosas, Maria, Marta e Lázaro teriam, há muito tempo, desembarcado na região de Saintes-Maries-de-la-Mer com um grupo de pessoas vindos da Palestina. Lázaro teria se tornado bispo em Marselha e Marta e Maria se dedicaram a ajudar aos pobres, anunciando-lhes a Mensagem de Jesus.
Os primeiros relatos da presença de cristãos na França datam do século II. Nesses escritos São Ireneu de Lyon relata detalhadamente a perseguição aos cristãos de Lyon.
Em 496, Clóvis I se converteu ao cristianismo, tornando-se um verdadeiro aliado do Papado e de todos os cristãos francos. Para aprofundar ainda mais as relações entre os merovíngios e Roma, o Papa Leão III coroou Carlos Magno Imperador do Sacro Império Romano no Natal de 800. Após estas coroações, a região da atual França foi berço de alguns dos maiores acontecimentos da história da Igreja. Em 1095, o Papa Urbano II organizou o Concílio de Clermont, que resultou, entre outras coisas, na formação da Primeira Cruzada.

### Era Moderna
Antes da Revolução, a Igreja Católica Romana era a religião oficial do estado francês desde a coroação de Clóvis. A relação entre o povo francês e a Santa Sé era tão intensa, sendo a França chamada de "A filha mais velha da Igreja" e seu monarca "o mais católico dos reis". Contudo, a Reforma Protestante conduziu milhares de cidadãos franceses, sobretudo camponeses e burgueses ao movimento conhecido como Huguenote. O número irredutível de católicos em repressão à crescente população protestante transformou o país no principal palco das Guerras Religiosas durante toda a segunda metade do século XVI.
Em 1562, Catarina de Médici promulgou o Édito de Saint-Germain, concedendo liberdade "parcial" aos Huguenotes, porém a lei não foi respeitada pela maioria católica. O momento mais tenso dos conflitos foi durante a década de 1570, tendo seu ápice na Noite de São Bartolomeu (24 de agosto de 1572), onde foram vitimados milhares de católicos e protestantes nas ruas de Paris.
Em 1598, foi promulgado o Édito de Nantes por Henrique IV, promovendo um balanceamento entre os grupos religiosos divergentes e direitos iguais - foi, muito provavelmente, a primeira lei de liberdade religiosa em solo francês. O Édito determinava, ainda, a separação entre Igreja e Estado.
Em 1685, o Édito de Nantes foi revogado por Luís XIV e em seu lugar foi promulgado o Édito de Fontainebleau, arquitetado pelo Cardeal Richelieu, então Ministro de Estado da França. O Édito determinava o fechamento de estabelecimentos protestantes, mas não a perseguição oficial destes grupos minoritários. Apesar disso, houve um grande êxodo de protestantes para os países vizinhos, nomeadamente Inglaterra e Holanda. A Igreja de Roma, sob o Papa Inocêncio XI, condenou abertamente a decisão de Richelieu, mas acabou por não combater sua política nos anos seguintes.
O alvorecer do século XVII foi marcado pela ascensão do regime político dos Estados Nacionais, em que prevalece o "direito divino dos reis". Inúmeros povos europeus, ressurgem então unificados sob a autoridade de um mesmo governante. A Igreja, por sua vez, concede apoio ao Estado nacional francês de Luís XIV, o "Rei-Sol".

## Divisões

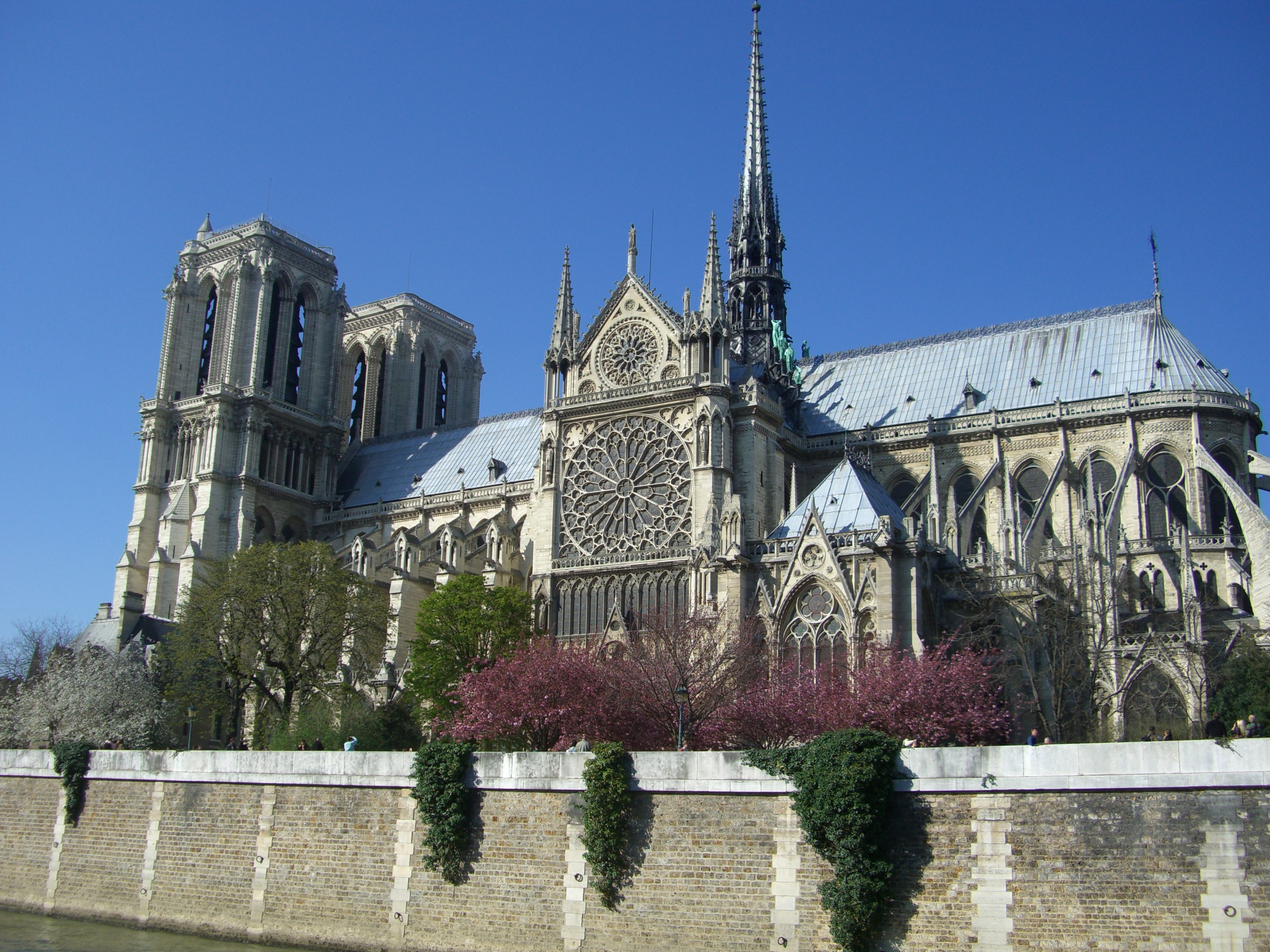
A imponente Catedral de Notre-Dame de Paris, na Île de la Cité, Paris.

| Arquidiocese     | Origem     | Sé                                 | Patrono                     |
| ---------------- | ---------- | ---------------------------------- | --------------------------- |
| Besançon         | Século III | Catedral de Saint-Jean de Besançon | São Ferréol, São Ferjeux    |
| Bordeaux         | Século III | Catedral de Bordeaux               | Santo André                 |
| Clermont-Ferrand | 2002       | Catedral de Clermont-Ferrand       | Nossa Senhora da Assunção   |
| Dijon            | 1731       | Catedral de Dijon                  | São Benigno                 |
| Estrasburgo      | Século IV  | Catedral de Estrasburgo            | Santo Arbogasto             |
| Lille            | 1913       | Catedral de Lille                  | Nossa Senhora de La Treille |
| Lyon             | Século II  | Catedral Saint Jean-Baptiste       | Santo Irineu, São Potino    |
| Marselha         | Século I   | Catedral de Marselha               | São Lázaro                  |
| Montpellier      | 1364       | Catedral de Montpellier            | São Pedro, São Paulo        |
| Paris            | Século III | Notre-Dame de Paris                | Saint-Denis                 |
| Poitiers         | Século IV  | Catedral de Poitiers               | Santo Hilário               |
| Reims            | 250        | Notre-Dame de Reims                | Notre-Dame                  |
| Rouen            | 250        | Catedral de Rouen                  | São Romão                   |

## Estatísticas
|                       | 1996    | 2001    | 2006    | 2011    |
| --------------------- | ------- | ------- | ------- | ------- |
| Total de Batismos     | 421,295 | 391,665 | 344,852 | 300,119 |
| Confirmações          | 80,245  | 55,916  | 51, 595 | 41,950  |
| Casamentos católicos  | 124,362 | 118,087 | 89,014  | 71146   |
| Casamentos civis      | 280,600 | 295,882 | 274,000 | 251,654 |
| Ordenação de diáconos | 1,072   | 1,593   | 2,061   |         |
| Fonte:                |         |         |         |         |